# 스피드스텝
스피드스텝(SpeedStep)은 소프트웨어가 프로세서의 클럭 속도를 자유롭게 바꿀 수 있게 해 주는 인텔사의 일부 마이크로프로세서에 추가된 일련의 기술(스피드스텝, 스피드스텝 II, 스피드 스텝 III)에 대한 상표이다. 이로써 프로세서가 수행해야 할 기능에 대한 즉각적인 성능 요구를 만족하는 반면 전력 결함과 발열을 최대한 줄여 준다.

## 버전
- v1.1은 2세대 펜티엄 III 프로세서에 쓰인다.
- v2.1 (Enhanced SpeedStep™, 번역하면 '강화 스피드스텝' 이라고 함)은 펜티엄 III 모바일 프로세서에 쓰이며 이전 버전과 비슷하지만 낮은 주파수 모드에서 CPU는 높은 주파수 모드보다 다른 전압을 사용하기도 한다.
- v2.2은 펜티엄 4 모바일 프로세서에 채용되어 있다.
- v3.1 (EIST)는 1, 2세대 펜티엄 M 프로세서에 쓰인다.
- v3.2 (강화 EIST)는 공유하지 않는 2차 캐시를 갖춘 다중 코어 프로세서에 채택되어 있다.

## 같이 보기
- AMD사의 쿨 앤 콰이어트와 파워나우!
- 전원 관리